# Applied Type System
Applied Type System (ATS) ist eine Programmiersprache, die derzeit an der Universität Boston entwickelt wird. Der Schwerpunkt liegt auf einem ausdrucksstarken Typsystem mit Abhängigen Typen (Dependent Types) und Linearen Typen. Dieses ermöglicht unter anderem die Verifikation bestimmter Eigenschaften des Programms durch die explizite Konstruktion von Beweisen, sowie  die Verwaltung von Ressourcen wie dynamisch allokiertem Speicher, geöffneten Dateien usw. Weitere Ziele sind eine gute Interoperabilität mit C, eine mit C vergleichbare Effizienz und die Eignung zur Systemprogrammierung.